# Fototeca de Ciutat de Luxemburg
La Fototeca de Ciutat de Luxemburg (en francès: Photothèque de la Ville de Luxembourg) és una fototeca situada a la Ciutat de Luxemburg al Gran Ducat de Luxemburg que conserva vàries grans col·leccions de fotografies preses en la ciutat des de 1855 fins als nostres dies. El seu disseny i el seu sistema de classificació estan inspirats a la fototeca del Centre Georges Pompidou de París.

## Història
La fototeca va obrir les portes el 1984 per exposar les col·leccions de fotografies que s'estaven prèviament en els arxius municipals. El seu propòsit és fer conèixer les fotografies que mostren l'aspecte de la ciutat en diferents etapes del seu desenvolupament. El seu disseny, el seu equip i el seu sistema operatiu es basen en les de la Documentació francesa del Centre Georges Pompidou de París. Després de ser situada en un edifici del govern al carrer du Fort Neipperg núm. 63, la Fototeca es va traslladar el 1992 a la Cloche d'Or, un nou edifici al sud de la ciutat.
Els actius adquirits per la biblioteca el 1985 encara es consideren de les més importants. Inclou una col·lecció de Bernard Wolff, de diverses fotografies preses per diferents fotògrafs durant la demolició de les fortificacions de Luxemburg el 1867, les fotografies de Batty Fischer que mostren el desenvolupament de la ciutat als segles XIX i XX, així com una col·lecció de fotografies originals preses pel luxemburguès Edward Steichen.

## Col·leccions
El patrimoni de la biblioteca comprèn quatre milions de fotografies realitzades entre 1855 i avui dia. 2 Les col·leccions s'han reunit durant anys gràcies a donacions i llegats, i amb fons proporcionats i finançats per la ciutat. La major part de l'arxiu es troba a la planta baixa de l'edifici de la biblioteca, mentre que la primera planta està ocupada pels serveis municipals i els arxius restants.

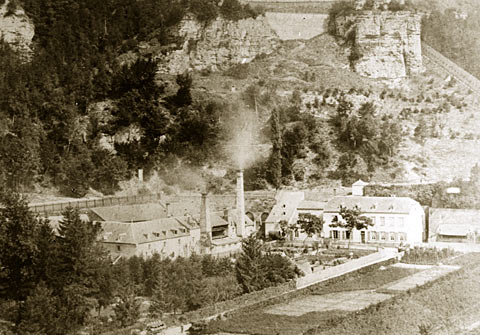
Pierre Brandebourg: Cerveseria a Clausen (1865) una de les més antigues fotografies de la Fototeca.

Entre les col·leccions més grans es troben la de Batty Fischer -quasi 10 000 fotografies que mostren l'aspecte de la ciutat entre 1890 i 1958 -, de Théo Mey -unes 400.000 imatges del Gran Ducat [als | en els] anys 1950 i 1960 -, d'Édouard Kutter i el seu  fill del mateix nom -que inclouen quasi 200.000 fotografies de la família Gran Ducal Luxemburguesa i d'altres nous elements a partir de 1950 a 1980-, la de Tony Krier -400.000 imatges de la ciutat de Luxemburg, el Gran Ducat i esdeveniments a partir de 1939 a 1967-. Una altra col·lecció important és la de Camille i Pol Aschman que comprèn 500.000 negatius de nous objectes entre 1935 i 1988.
El 1992, Remo Raffaelli, que havia treballat amb Jacques Bohler, un fotògraf dels diaris Le Républicain Lorrain i Tageblatt va donar 40.000 negatius relacionats amb articles de premsa sobre esdeveniments esportius i culturals que van tenir lloc entre 1976 i 1988. El 1994 Pierre Bertogne va enriquir el patrimoni de la Fototeca oferint 16.000 imatges preses en els anys 1930 i 1940 que mostren l'ocupació alemanya de Luxemburg durant la Segona Guerra Mundial i l'alliberació posterior.
Martine Theisen, que ha estat a la Fototeca des de 1989 i ha ocupa el càrrec de director des de 1998, explica que la majoria del públic ve a veure les imatges més antigues que els recorden la ciutat com va ser quan eren nens. Encara s'estan fent esforços per augmentar la col·lecció per tal de garantir una cobertura més amplia de la ciutat i la seva història. Entre les deu persones que treballen en la Fototeca, també hi ha un fotògraf que s'assigna amb regularitat per mantenir-se al corrent dels canvis en el desenvolupament de la ciutat. Amb relació a la digitalització, Theisen explica que encara no ha estat possible trobar una empresa capaç de conduir una gran assignació en condicions adequades. Tanmateix continuaran, en el futur, els esforços en aquest sentit.